# 和平之家
和平之家（：／）是一處於朝鮮半島板門店南方，由大韓民國所興建的建築物，讓南北領導人直接對話和兩國進行外交活動的地方。

## 背景

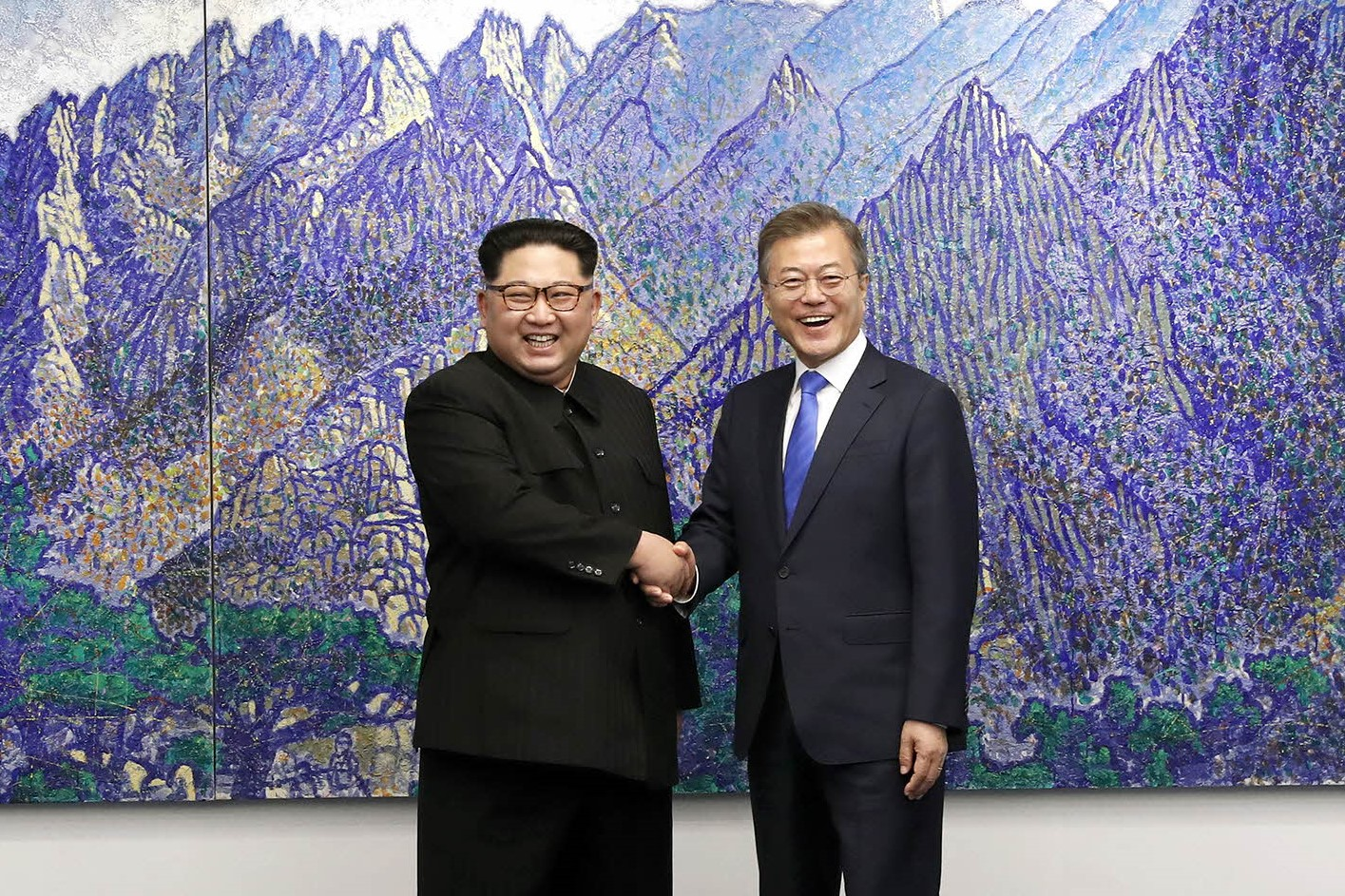
2018年大韓民國總統文在寅、朝鮮國務委員會委員長金正恩在和平之家會面。

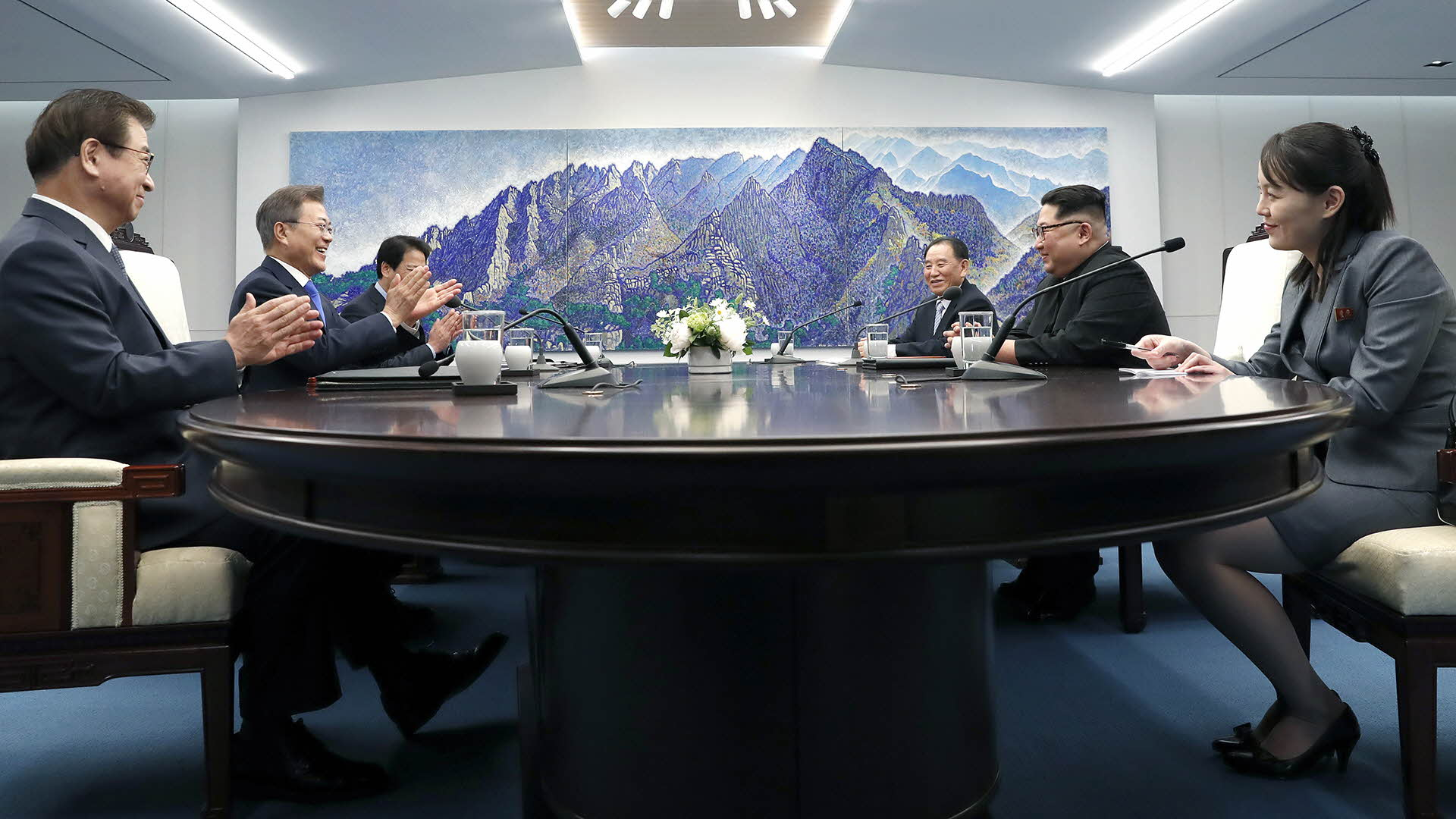
金正恩与文在寅举行会谈。

朝鮮半島自1945年分裂後，兩國鮮有對話。直至1972年的南北共同聲明後兩國的接觸日漸增多，因此需要進行對話的地方。於是，平壤先在1985年於板門店北方設立統一閣（現名為板門館）。為了對等，青瓦台於1989年建立和平之家。據報導，和平之家樓高三層，一樓是貴賓室和新聞發佈會會場﹔二樓是南北對話會場，而三樓則是宴會室。
和平之家在2018年共進行過兩次會談。在1月9日，大韓民國統一部長官趙明均與朝鮮民主主義人民共和國祖國和平統一委員會委員長李善權會面，朝鮮民主主義人民共和國同意派隊參與第二十三届冬季奥林匹克運動會，並會派遣啦啦隊、藝術團、參觀團、跆拳道表演團及新聞採訪團在奧運會期間訪問韓國。2018年4月27日，進行第三次首腦會晤。